# 25mm automatický protiletadlový kanón M1940 (72-K)
25mm automatický protiletadlový kanón M1940 (72-K) (rusky 25-мм автоматическая зенитная пушка образца 1940 года (72-К)) byl sovětský protiletadlový kanón ráže 25 mm používaný během druhé světové války. Zbraň byla vyvíjena od konce roku 1939 do začátku roku 1940 v 8. kalininském dělostřeleckém závodě pod vedením pod hlavního konstruktéra Michaila Loginova a Lva Lokteva. Kanón dostal tovární označení 72-K, než byl přijat do výzbroje Rudou armádou jako 25mm automatický protiletadlový kanón M1940.
Zbraň si vypůjčila řadu funkcí ze staršího 37mm protiletadlového kanónu vz. 1939, např. montáž kanónu na čtyřkolový podvozek (který byl kritizován ve srovnání s podobnými protiletadlový kanón ze zemí mimo Sovětský svaz). Samotná zbraň armádě obecně vyhovovala a její balistický výkon byl považován za nejmodernější na světové úrovni.
72-K byl určen k protiletadlové obraně pro pěší pluky, zaujímal místo mezi velkorážným kulometem DŠK a výkonnějším 37mm 61-K. Kvůli potížím během sériové výroby se však 72-K k Rudé armádě dostal až ve druhé polovině války. 72-K a jeho spárovaná varianta, 94-KM, byly velmi úspěšné při zasahování nízko letících a střemhlavým cílům a pokračovaly ve službě u vojska zůstaly dlouho po skončení války, než byly v první polovině 60. let nahrazeny modernějšími ZU-23-2. 